# Дифторид-дихлорид кремния
Дифторид-дихлорид кремния — неорганическое соединение,
фтор- и хлорпроизводное моносилана с формулой SiCl2F2,
бесцветный газ,
реагирует с водой.

## Получение
- Нагревание смеси гексафторосиликата натрия и хлорида алюминия до 190-250°С, образующиеся газы собирают в последовательно соединённые ловушки с температурой от -78 и до -196°С. Полученные смеси галогенидов разделяют фракционной перегонкой.
- Реакция хлорида кремния(IV) и трифторида сурьмы в присутствии катализатора:

{\displaystyle {\mathsf {3SiCl_{4}+SbF_{3}\ {\xrightarrow {SbF_{5}}}\ 3SiCl_{3}F+SbCl_{3}}}}
{\displaystyle {\mathsf {3SiCl_{4}+2SbF_{3}\ {\xrightarrow {SbF_{5}}}\ 3SiCl_{2}F_{2}+2SbCl_{3}}}}
{\displaystyle {\mathsf {SiCl_{4}+SbF_{3}\ {\xrightarrow {SbF_{5}}}\ SiClF_{3}+SbCl_{3}}}}
{\displaystyle {\mathsf {3SiCl_{4}+4SbF_{3}\ {\xrightarrow {SbF_{5}}}\ 3SiF_{4}+4SbCl_{3}}}}
продукты реакции разделяют фракционной перегонкой.

## Физические свойства
Дифторид-дихлорид кремния образует бесцветный газ,
реагирует с водой.